# 146A busz (Budapest)
A budapesti 146A jelzésű autóbusz a Cinkotai autóbuszgarázs és Rákoskeresztúr, városközpont között közlekedik a 146-os autóbusz betétjárataként. A vonal a BKV legrövidebb viszonylatainak egyike, mindössze 6 megállója van. Érdekessége, hogy csak egy irányban jár, azaz a rákoskeresztúri városközponttól visszafelé a cinkotai autóbuszgarázs felé nem közlekedik. A 146A igen ritka, a reggeli csúcsforgalomban 20-30, délután 60 percenként közlekedik. A viszonylatot a Budapesti Közlekedési Zrt. üzemelteti. A vonalon a 46-os, 68-as, 161E, 162-es és 277-es járatokra a Cinkotai autóbuszgarázsból vonalra kiálló buszok közlekednek rajta, amelyek Rákoskeresztúr, városközpontnál átszerelnek a forgalmi szám szerinti vonalukra.

## Története
2008. január 3-ától G jelzéssel hirdették meg a Cinkotai garázsból Rákoskeresztúr városközpontig közlekedő autóbuszokat. Ez a járat 2008. február 4-én a 46G jelzést kapta. 2008. szeptember 8-án újra átszámozták, azóta 146A jelzéssel közlekedik. Az első időkben minden nap, majd csak munkaszüneti napokon, később újra minden nap közlekedett. 2013. május 11-én bevezették a járaton az első ajtós felszállási rendet.

## Útvonala
| Rákoskeresztúr, városközpont felé                                                                                          | Rákoskeresztúr, városközpont felé |
| --- | --------------------------------- |
| Cinkotai autóbuszgarázs vá. – Cinkotai út – Gyöngytyúk utca – XVII. utca – Ferihegyi út – Rákoskeresztúr, városközpont vá. |                                   |

## Megállóhelyei
Az átszállás kapcsolatok között a 146-os jelzésű járat nincsen feltüntetve, mivel ugyanazon az útvonalon közlekednek.
| 0 | Cinkotai autóbuszgarázs induló végállomás      |                                                                                       |
| 1 | Vidor utca                                     | 46, 176E, 276E                                                                        |
| 3 | Tarack utca                                    | 176E, 261E, 276E                                                                      |
| 4 | XVIII. utca                                    | 98, 176E, 198, 261E, 276E                                                             |
| 5 | Hősök tere                                     | 98, 176E, 198, 261E, 276E                                                             |
| 6 | Rákosliget vasútállomás                        | 98, 176E, 198, 261E, 276E S80                                                         |
| 9 | Rákoskeresztúr, városközpont érkező végállomás | 46, 97E, 98, 161, 161A, 161E, 162, 169E, 198, 202E, 262 484, 505, 506, 510 1070, 1075 |